# Chambérat
Chambérat (prononciation) est une commune française, située dans le département de l'Allier en région Auvergne-Rhône-Alpes.

## Géographie
Chambérat se situe tout à l'ouest du département de l'Allier, à 10 km à l'est du tripoint entre les trois départements de l'Allier, du Cher et de la Creuse et à 17 km, à vol d'oiseau, au nord-ouest de Montluçon.
Les communes limitrophes sont : La Chapelaude (à l'est), Huriel (au sud-est), Archignat (au sud), Saint-Sauvier (au sud-ouest), Mesples (à l'ouest), Viplaix (au nord-ouest) et Courçais (au nord).
La commune se trouve à une altitude de 423 m.
Le sud de la commune est traversé par la Meuzelle. La Queugne, affluent du Cher, prend sa source à Chambérat.
La commune est traversée par le sentier de grande randonnée de pays nommé Sur les pas des maîtres sonneurs.

### Climat
Pour des articles plus généraux, voir Climat d'Auvergne-Rhône-Alpes et Climat de l'Allier.
En 2010, le climat de la commune est de type climat océanique dégradé des plaines du Centre et du Nord, selon une étude du CNRS s'appuyant sur une série de données couvrant la période 1971-2000. En 2020, Météo-France publie une typologie des climats de la France métropolitaine dans laquelle la commune est dans une zone de transition entre le climat océanique altéré et le climat de montagne ou de marges de montagne et est dans la région climatique Ouest et nord-ouest du Massif Central, caractérisée par une pluviométrie annuelle de 900 à 1 500 mm, maximale en automne et en hiver.
Pour la période 1971-2000, la température annuelle moyenne est de 10,3 °C, avec une amplitude thermique annuelle de 15,3 °C. Le cumul annuel moyen de précipitations est de 882 mm, avec 12 jours de précipitations en janvier et 7,4 jours en juillet. Pour la période 1991-2020, la température moyenne annuelle observée sur la station météorologique de Météo-France la plus proche, « Preveranges », sur la commune de Préveranges à 12 km à vol d'oiseau, est de 11,3 °C et le cumul annuel moyen de précipitations est de 911,3 mm,. Pour l'avenir, les paramètres climatiques de la commune estimés pour 2050 selon différents scénarios d'émission de gaz à effet de serre sont consultables sur un site dédié publié par Météo-France en novembre 2022.

## Urbanisme

### Typologie
Au 1er janvier 2024, Chambérat est catégorisée commune rurale à habitat très dispersé, selon la nouvelle grille communale de densité à 7 niveaux définie par l'Insee en 2022.
Elle est située hors unité urbaine. Par ailleurs la commune fait partie de l'aire d'attraction de Montluçon, dont elle est une commune de la couronne,. Cette aire, qui regroupe 58 communes, est catégorisée dans les aires de 50 000 à moins de 200 000 habitants,.

### Occupation des sols

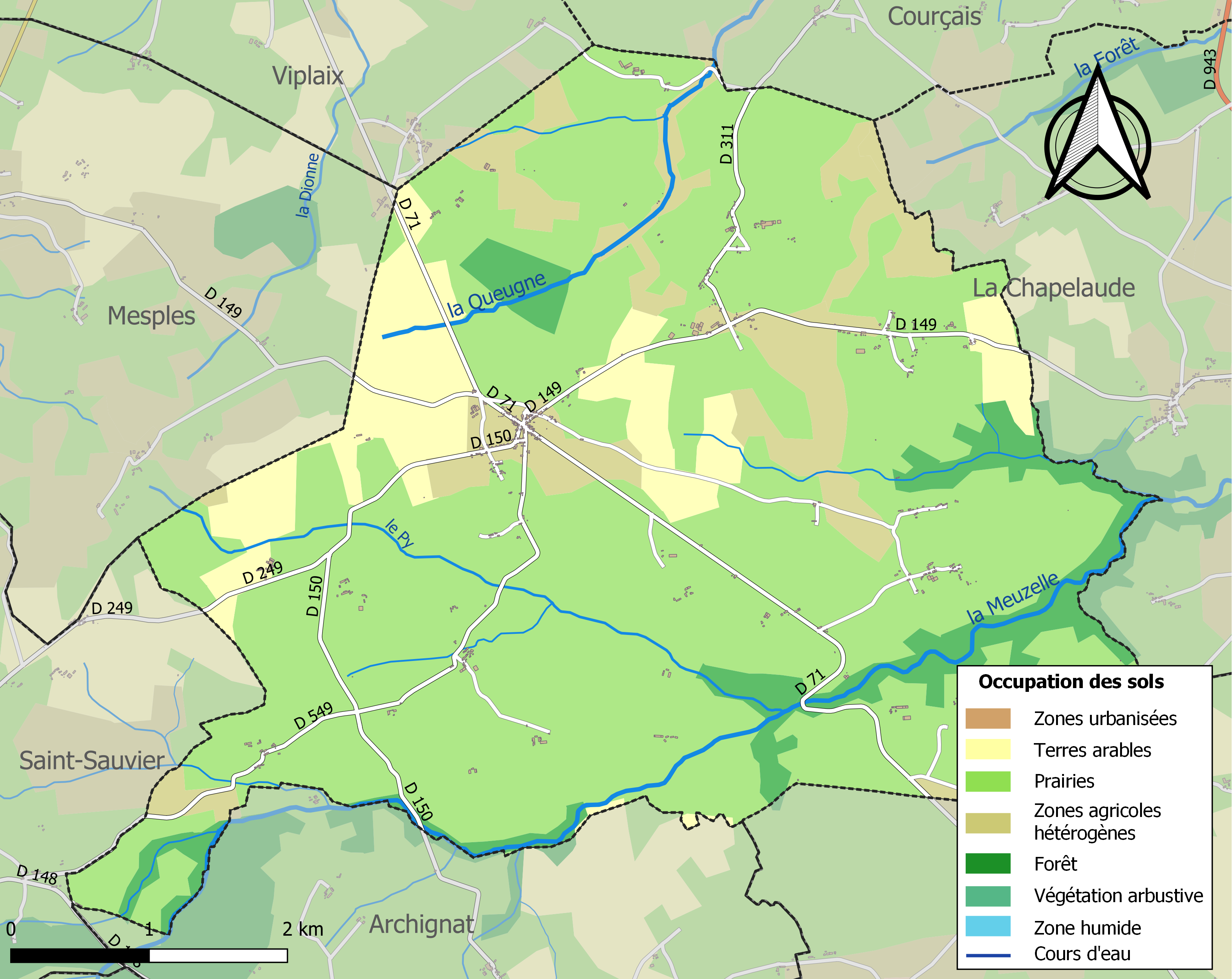
Carte des infrastructures et de l'occupation des sols de la commune en 2018 (CLC).

L'occupation des sols de la commune, telle qu'elle ressort de la base de données européenne d’occupation biophysique des sols Corine Land Cover (CLC), est marquée par l'importance des territoires agricoles (92,7 % en 2018), une proportion identique à celle de 1990 (92,7 %). La répartition détaillée en 2018 est la suivante : 
prairies (72,8 %), zones agricoles hétérogènes (10,2 %), terres arables (9,7 %), forêts (7,3 %).
L'IGN met par ailleurs à disposition un outil en ligne permettant de comparer l’évolution dans le temps de l’occupation des sols de la commune (ou de territoires à des échelles différentes). Plusieurs époques sont accessibles sous forme de cartes ou photos aériennes : la carte de Cassini (XVIIIe siècle), la carte d'état-major (1820-1866) et la période actuelle (1950 à aujourd'hui).

## Toponymie
- Origine de Chambérat : Cambeyracus 1327, nom d'homme gallo-romain (Cambarius). En 1569, Cambarius, ancien prieuré devient Chambérat [12].
- Origine de Nocq : Noth, Noct, Noc avant de devenir Nocq, nom tiré de l'eau. Nocq (Noco; IXe siècle, de l'ancien occitan Nóc et du latin nauca, « conduite d'eau »), sur la Meuzelle.
- Pa(s)lières : ancienne paroisse disparue, rattachée à Nocq en 1791.

## Histoire
Le territoire de la commune semble avoir été occupé au Néolithique. Un petit oppidum du nom de Nocq dominant la Meuzelle est attesté dès 637. Au Moyen Âge, l'habitat se déplace à Pardeux. En 1852, la commune compte 880 habitants. Elle est alors connue localement pour sa fabrication de fromage et une foire aux chevaux hebdomadaire.
Le 15 juin 1849, l’« affaire de la Brande des Mottes » se réfère au soulèvement civil qui suivit la décision du président de la deuxième République, le prince Louis-Napoléon Bonaparte, d’intervenir militairement en vue de rétablir les pouvoirs du pape à Rome. Philippe Fargin-Fayolle, frère du député Sébastien Fargin-Fayolle, rassemble environ 500 paysans de la région à la Brande des Mottes, en vue de marcher sur Montluçon, mais l’opération tourne court. 43 personnes sont arrêtées puis acquittées.
En 1888, Nocq perd sa prééminence au profit de Chambérat qui devient commune sous le nom de Nocq-Chambérat, puis devient Chambérat en 1894.

## Politique et administration
| Période                                  | Période                      | Identité         | Étiquette | Qualité                  |
| ---------------------------------------- | ---------------------------- | ---------------- | --------- | ------------------------ |
| Les données manquantes sont à compléter. |                              |                  |           |                          |
| avant 1988                               | 1989                         | Julien Marcheix  | PS        |                          |
| mars 1989                                | octobre 1997                 | Jean-Marc Dété   | PCF       |                          |
| novembre 1997                            | mai 2020                     | Pierre Martin    |           | Agriculteur              |
| mai 2020                                 | En cours (au 8 juillet 2020) | Brigitte Dousset |           | Auxiliaire puéricultrice |

## Population et société

### Démographie
L'évolution du nombre d'habitants est connue à travers les recensements de la population effectués dans la commune depuis 1793. Pour les communes de moins de 10 000 habitants, une enquête de recensement portant sur toute la population est réalisée tous les cinq ans, les populations de référence des années intermédiaires étant quant à elles estimées par interpolation ou extrapolation. Pour la commune, le premier recensement exhaustif entrant dans le cadre du nouveau dispositif a été réalisé en 2006.

En 2022, la commune comptait 279 habitants, en évolution de −9,12 % par rapport à 2016 (Allier : −1,38 %, France hors Mayotte : +2,11 %).
| 1793 | 1800 | 1806 | 1821 | 1831 | 1836 | 1841 | 1846 | 1851 |
| ---- | ---- | ---- | ---- | ---- | ---- | ---- | ---- | ---- |
| 441  | 533  | 431  | 608  | 708  | 716  | 880  | 909  | 839  |

| 1856 | 1861 | 1866 | 1872 | 1876 | 1881 | 1886 | 1891 | 1896  |
| ---- | ---- | ---- | ---- | ---- | ---- | ---- | ---- | ----- |
| 711  | 685  | 716  | 741  | 876  | 952  | 984  | 949  | 1 001 |

| 1901 | 1906 | 1911 | 1921 | 1926 | 1931 | 1936 | 1946 | 1954 |
| ---- | ---- | ---- | ---- | ---- | ---- | ---- | ---- | ---- |
| 928  | 900  | 885  | 787  | 736  | 708  | 677  | 595  | 574  |

| 1962 | 1968 | 1975 | 1982 | 1990 | 1999 | 2006 | 2011 | 2016 |
| ---- | ---- | ---- | ---- | ---- | ---- | ---- | ---- | ---- |
| 509  | 474  | 403  | 350  | 332  | 308  | 312  | 310  | 307  |

| 2021 | 2022 | - | - | - | - | - | - | - |
| ---- | ---- | - | - | - | - | - | - | - |
| 286  | 279  | - | - | - | - | - | - | - |

## Culture locale et patrimoine

### Lieux et monuments
- Église Saint-Joseph du XIXe siècle. Il n'y avait pas d'église à Chambérat avant la construction de celle-ci, à l'initiative du desservant, Joseph Durin. Le culte avait lieu dans l'église de Nocq, qui fut désaffectée vers 1860 parce qu'elle menaçait ruine.
- Château de Paslières. Il se trouve à environ 3,7 km à l’est du bourg. Paslières ou Palières vient du latin Pascelliarus, villa romaine construite sur ce lieu[22]. Du château fort, il ne reste plus qu’un corps de logis en mauvais état et une tour tronquée. Des douves en eau l'entourent encore. Pascellarius est cité dès l'époque mérovingienne[23] comme villa dépendant de l'abbaye de Saint-Denis. Charles Bertrand de Villebussière fait bâtir un château primitif vers 1200[24]. Son descendant, Hector Bertrand, tient la motte du même nom en 1354, qui deviendra ensuite un château fort vassal de la châtellenie d'Hérisson.

### Gastronomie
- Le fromage chambérat, au lait de vache, dont une demande d'AOC a été déposée en 1997, et qui fut cité par George Sand dans Les Maîtres sonneurs[25].

### Personnalités liées à la commune
- George Sand y fait dérouler une partie de son roman historique Les Maîtres sonneurs (1853). En mémoire, une rue est nommée George Sand dans la commune et un sentier de grande randonnée de pays parcourant le territoire concerné par le roman[26] nommé « Sur les pas des maîtres sonneurs » passe par Chambérat.
- Charles Bertrand[27], seigneur du Boueix, la Martha, du Chassin, de Sere et de Vichy, ambassadeur du roi à Rome, sénéchal d'Aquitaine, mort en 1452. Il fit bâtir le château de Paslieres, sur le portail duquel se lit l'inscription suivante: « Charles Bertrand avec sa Bannière, Prit Charenton et fit bâtir Palliere ».